# Indochinois
Le terme indochinois, indochinoise au féminin, se réfère aux habitants ou personnes originaires d'Indochine, mais également à tout ce qui en est originaire, tel des marchandises, lieux, arts, animaux, etc.
La notion d' « Indochine » fut créé par le géographe franco-danois Conrad Malte-Brun (1775-1826) dans son ouvrage Précis de la Géographie Universelle (publié à Paris en 1810). Il exprimait ainsi l'influence culturelle et politique déterminante des deux superpuissances régionales: Inde et Chine sur les peuples et les états continentaux d'Asie du Sud-Est.
Durant l'époque coloniale, certains indochinois seront aussi appelés cochinchinois, nommément les habitants du sud du Vietnam.

## Historique
L'histoire des indochinois est indissociable de l'histoire de l'Indochine.
Pour mieux cerner l'importance et l'origine des différents groupes socio-culturels et ethniques qui peuplent l'Indochine, il convient de retracer brièvement ses plus grosses contributions socio-culturelles de notre ère.
Dans les premiers siècles de notre ère, les Pyu (peuple tibéto-birman venu du nord) s'établissent dans le bassin de l'Irrawaddy tandis que l'État du Fou-nan est sans doute fondé par des Khmers. Ces derniers ont un rôle majeur dans la formation des populations au Vietnam, mais aussi au Laos et au Cambodge voisins et dans une moindre mesure en Thaïlande.
Le Royaume de Champā, fondé par le peuple navigateur austronésien Cham, apparait ensuite dans le sud et l'est de la péninsule. Durant ce qui est pour l'Europe le haut Moyen Âge, l'influence de la civilisation indienne et de l'hindouisme est très présente dans les États de la péninsule.
Au VIe siècle, les Khmers du Chenla absorbent le Fou-nan. Le peuple Môns, quant à lui, fonde le royaume de Dvâravatî.
À partir du IXe siècle, l'Empire khmer prend un essor considérable, en remplaçant le Chenla ; Angkor est alors la capitale de plusieurs millions de sujets.
À partir du Xe siècle les Birmans, peuplade venue du nord, se substituent aux Pyu dans le bassin de l'Irrawaddy (Royaume de Pagan); simultanément le bouddhisme commence à se répandre dans toute la péninsule et, sous sa variante dite « Theravāda » ou « hīnayāna » (« petit véhicule »), il supplante progressivement l'hindouisme.
En 1257, les mongols envahissent le Tonkin lors de la période d'expansion de l'Empire mongol. Cette conquête reste toutefois incertaine, empêchant une installation durable. Ce qui est sûr est que du patrimoine génétique mongol s'est alors mêlé à celui des populations.
Au XIIIe siècle, les Thaïs, venant du sud-ouest de la Chine, fondent les royaumes de Sukhothaï et de Lanna. Dans l'est, après un millénaire de domination chinoise, les Viêts prennent leur indépendance à la même époque et commencent leur expansion vers le sud, absorbant le Champa et submergeant les Khmers du bas-delta du Mékong. Au xve siècle, le commerce maritime arabe, européen et chinois se développe le long des côtes : des communautés chinoises (originaires surtout du sud de la Chine) s'installent dans les ports, des peuples et des États sont islamisés en Arakan (Birmanie) et en Malaisie, le christianisme commence à s'implanter dans les comptoirs européens (Malacca, Johor et Singapour, d'abord dans sa forme catholique véhiculée par les Portugais, ensuite dans sa forme protestante véhiculée par les Hollandais).
Au XVe siècle, la péninsule malaise était déjà largement islamisée par des apports commerciaux et politiques venus de l'ouest indien et pakistanais.
XVIIIe siècle: tandis que le royaume thaï du Siam s'étend et se renforce au centre de la péninsule, les royaumes birmans (Ava, Pégou), khmers et viets (Tonkin, Annam) entrent dans une déliquescence progressive, jusqu'à l'ère coloniale.
À partir du XIXe siècle, les campagnes de colonisation (principalement françaises et anglaises) entraînent des vagues d'émigration et d'expatriation forcée ou volontaire.
Les guerres du Viêt Nam, du Cambodge, la guerre civile laotienne ainsi que le Conflit cambodgien (1978-1999) participèrent largement à une seconde vague, post-coloniale, d'expatriation d'indochinois persécutés.

## Les indochinois et la France

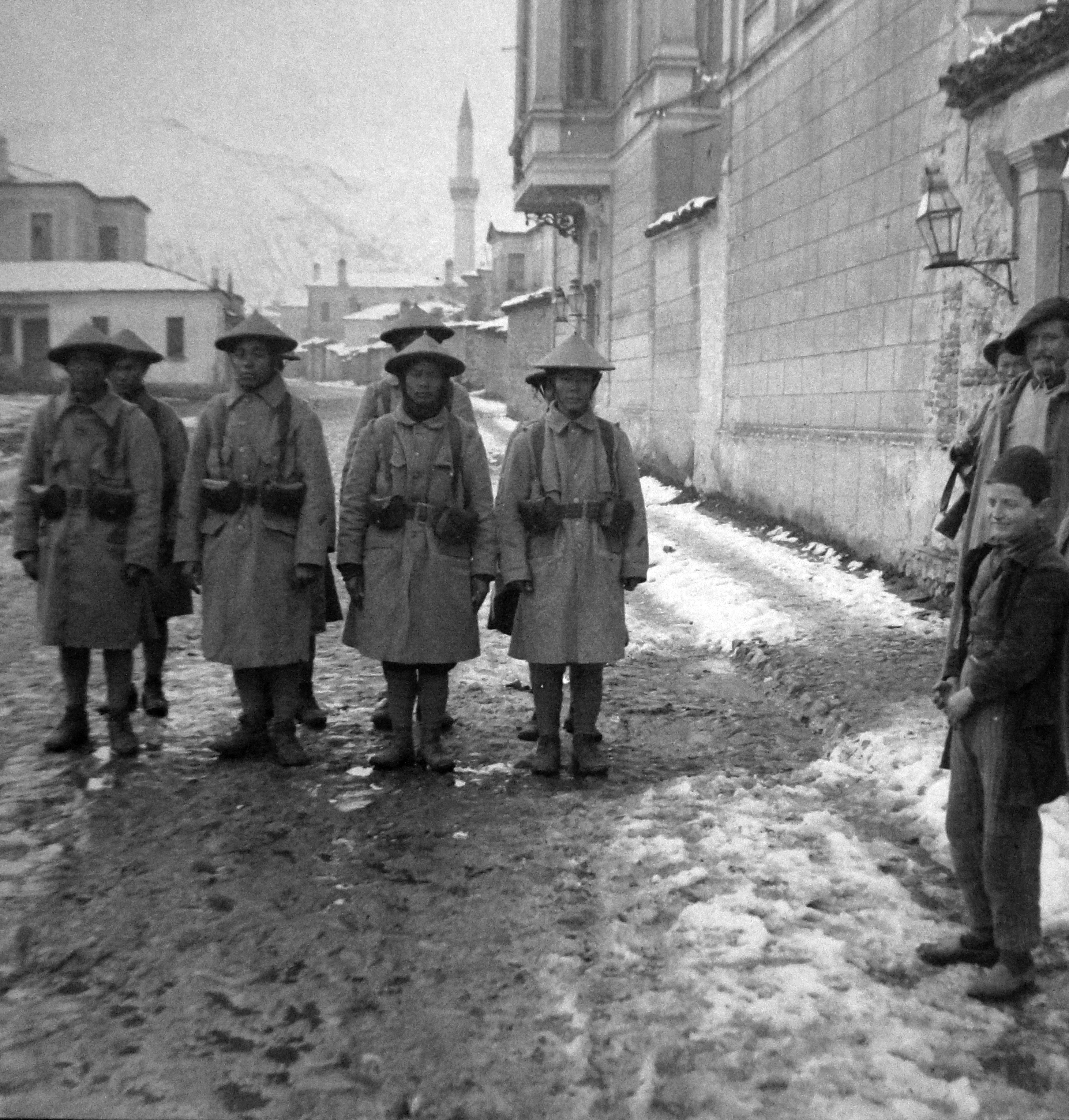
Tirailleurs indochinois à Koritza (Albanie) (1917)

Recrutés en Indochine française, les tirailleurs indochinois furent recrutés au Laos au Tonkin, en Annam et au Cambodge à partir des années 1880 lors de l'expédition du Tonkin. Une fois leur service dans l'armée française effectué, leurs sous-officiers formèrent les cadres des futures armée cambodgienne, armée laotienne et armée de la République du Vietnam. Certains choisirent les rangs du Việt Minh et du Pathet Lao. Ils furent dissous à l'issue de la Seconde Guerre mondiale.
Au total, environ 90 000 indochinois furent envoyés en France métropolitaine pour participer à l'effort de guerre durant la seule Première guerre mondiale.
Parallèlement à la colonisation durant la deuxième moitié du XIXe siècle, se mettent en place des bagnes coloniaux, destinés aux personnages principaux de la lutte anti-coloniale. Ainsi plusieurs centaines d'indochinois récalcitrants sont envoyés dans les bagnes de Guyane. Avec la mise en place du Gouvernement du Front populaire (1936), certains seront libérés et rendus à leur mère-patrie ou s'installeront localement.
Une vague de 27 000 indochinois arrivât en France du printemps 1939 à juin 1940 (date de l'armistice franco-allemand) afin de soutenir des secteurs de l'économie française, notamment dans l'agriculture. De cette période date le développement moderne de la culture du riz dans le delta du Rhône.

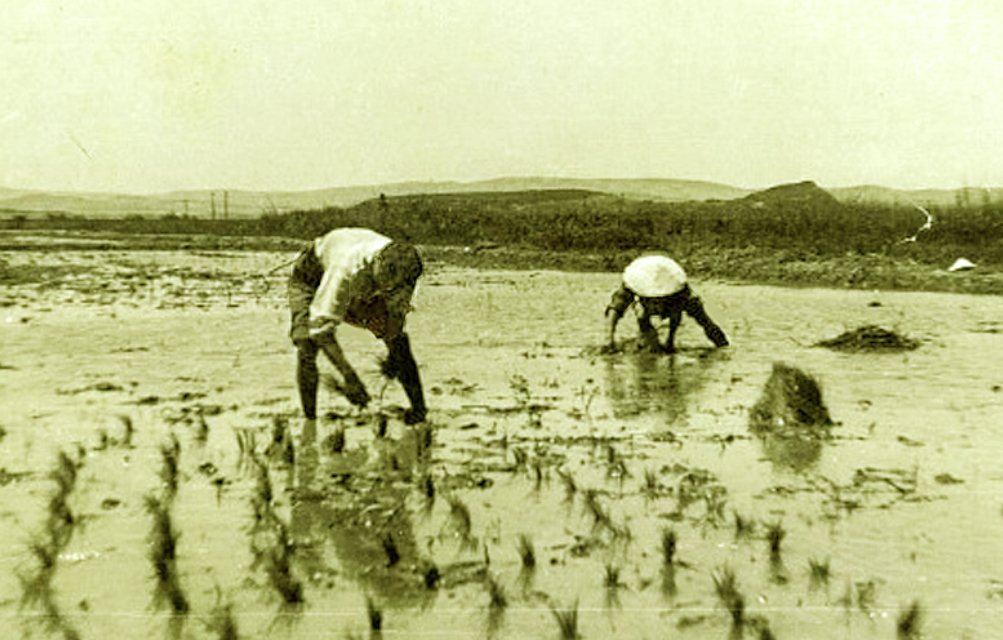
Culture du riz en Camargue par des riziculteurs indochinois, probablement vers le milieu du XXe siècle
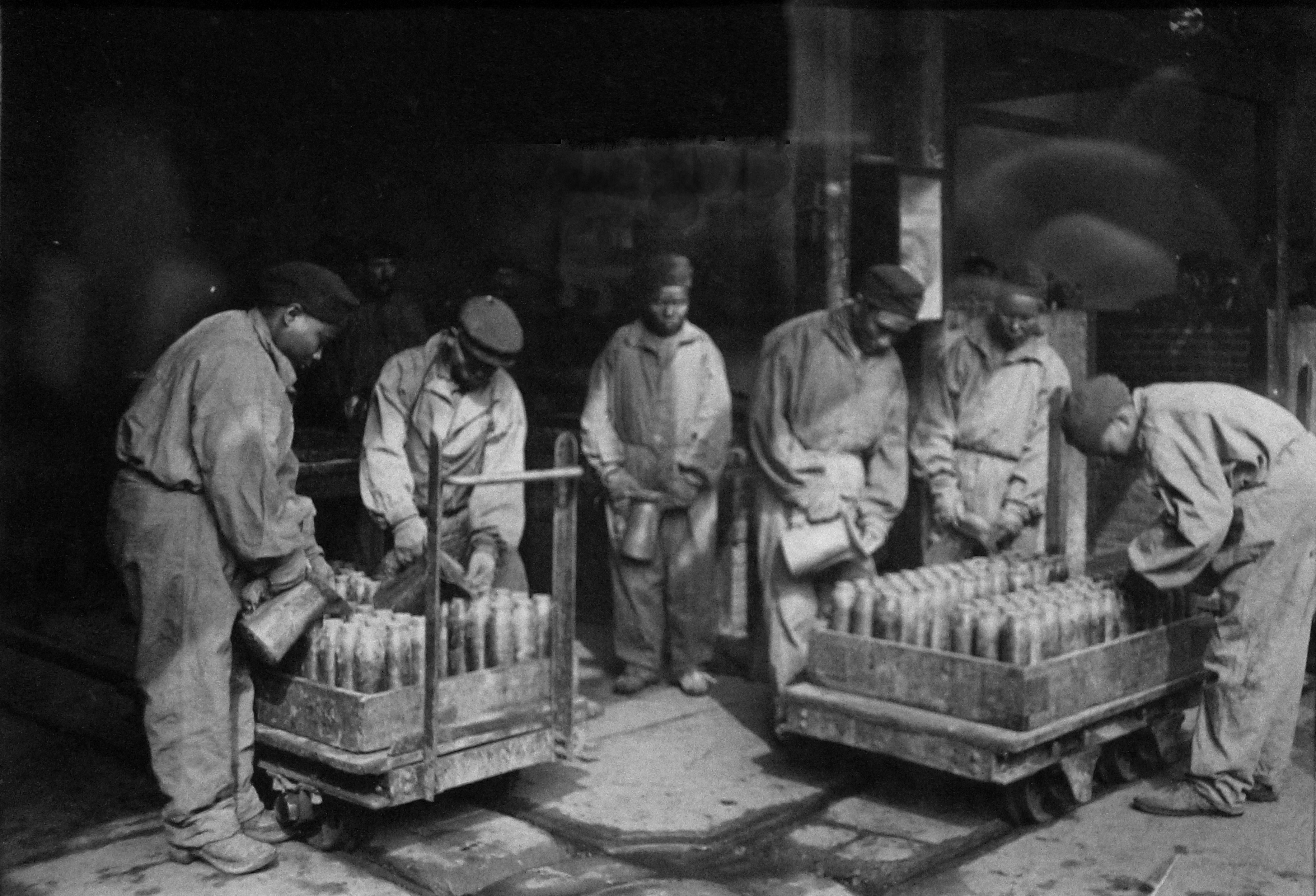
Travailleurs indochinois à l'Arsenal de Tarbes durant la Première guerre mondiale
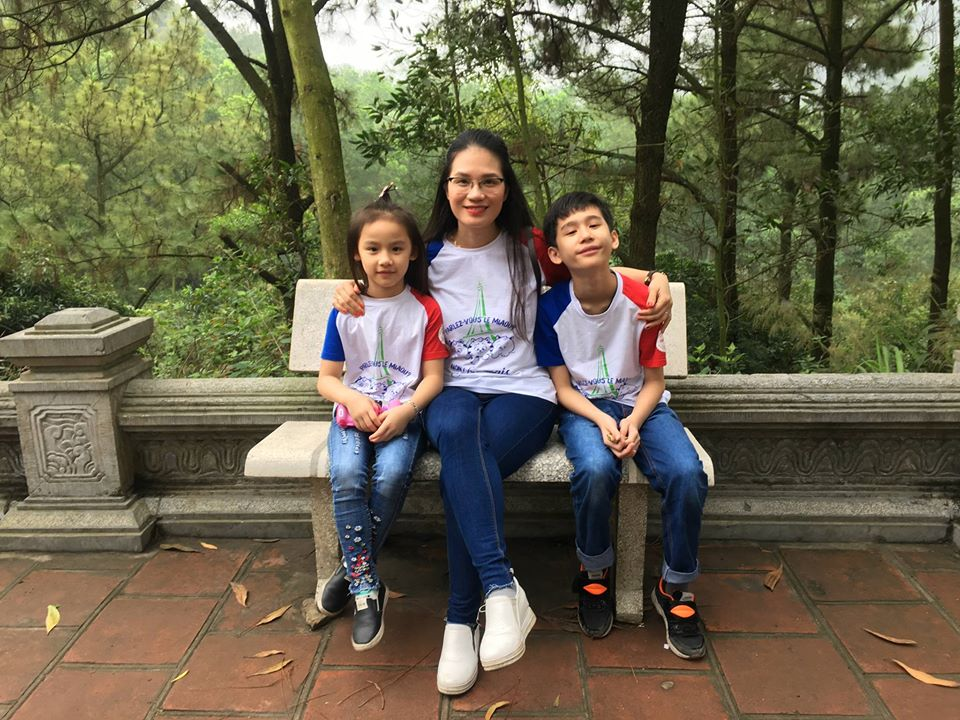
Une famille franco-vietnamienne (2019)

## Les indochinois et la Grande-Bretagne
Les indochinois sous domination coloniale britannique sont majoritairement birmans (à partir de 1824 jusqu'à l'indépendance du pays en 1948).
Sous domination britannique, les liens entre le gouvernement et la religion se distendent: les ordres monastiques tombent en désuétude et leurs écoles (qui avaient donné à la Birmanie un taux d’alphabétisation plus élevé que celui de l’Angleterre à la même époque) ferment et déclinent au fur et à mesure que l’anglais devient la nouvelle langue de la promotion sociale. Une culture indigène persiste alors à travers le théâtre pwe, la pratique du bouddhisme et de l’animisme.
Toute l'économie de la société birmane change rapidement dans ce contexte: après l'ouverture du canal de Suez, la demande de riz birman augmente et des terres jusqu'alors sauvages sont mises en culture. Mais afin de satisfaire ce nouveau « marché », beaucoup de paysans birmans sont alors forcés d'emprunter à des banquiers indiens (bénéficiant au système financier de l'Empire britannique) à des taux d'intérêt insoutenables. Ils sont ensuite expulsés de leurs terres faute d'avoir remboursé leur prêt.
De plus, la main-d'œuvre à bas coût venue d'Inde prend une grande partie des emplois. Des villages entiers deviennent des bastions de chômeurs. Alors que l'économie birmane croît, le pouvoir et la richesse se concentrent dans les mains d'entreprises britanniques sans profiter au peuple birman. Ainsi ce système basé sur la dette fera déplacer en masse des populations entières au sein de l'Indochine, des campagnes vers les villes et de pays vers des pays voisins.
Au début du XXe siècle, les classes sociales autorisées et assez fortunées pour se rendre à Londres y étudient le droit, la politique, les armes, la médecine, l'éducation, les arts et donnent naissance à de nouveaux responsables politiques, médicaux, militaires, éducatifs, dans la société birmane. Leur expérience en Angleterre les forment à une manière exogène de guider l'évolution de leur société native; des manifestations pacifiques et des négociations prennent place plus souvent, avec plus ou moins d'intérêt pour les populations locales.

## Ethnographie
Ci-dessous, une galerie d'images présentant des types différents d'indochinois, selon leur géographie:

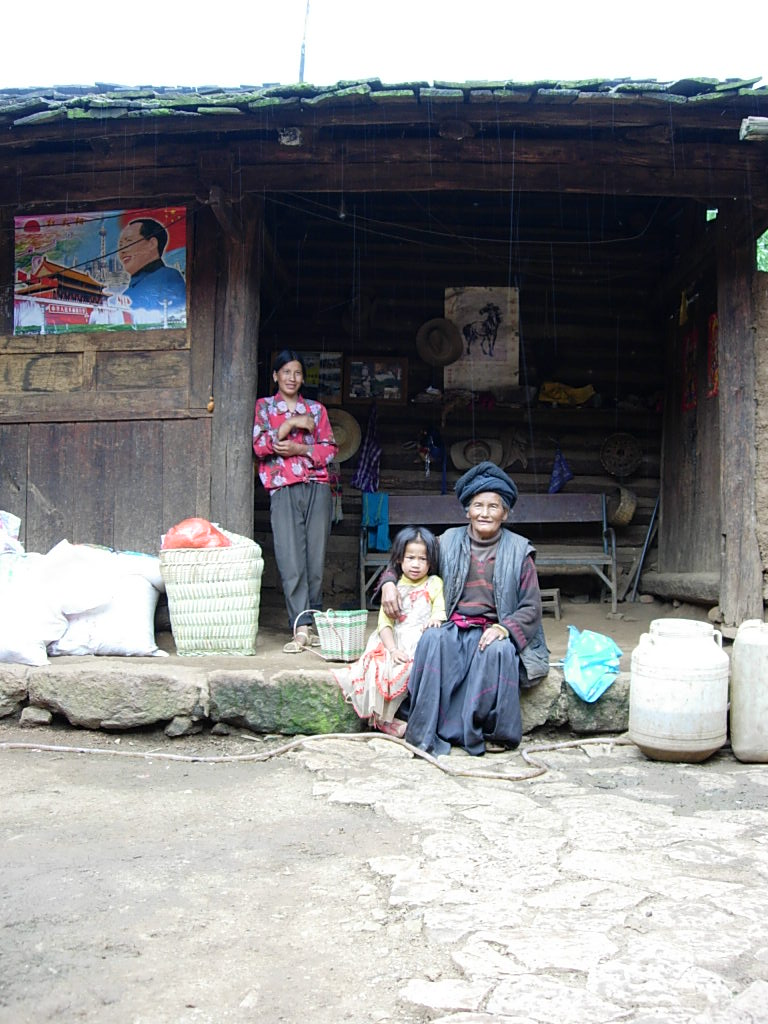
Famille de paysans du nord du Yunnan, près du plateau tibétain, à l'extrême nord de l'Indochine historique
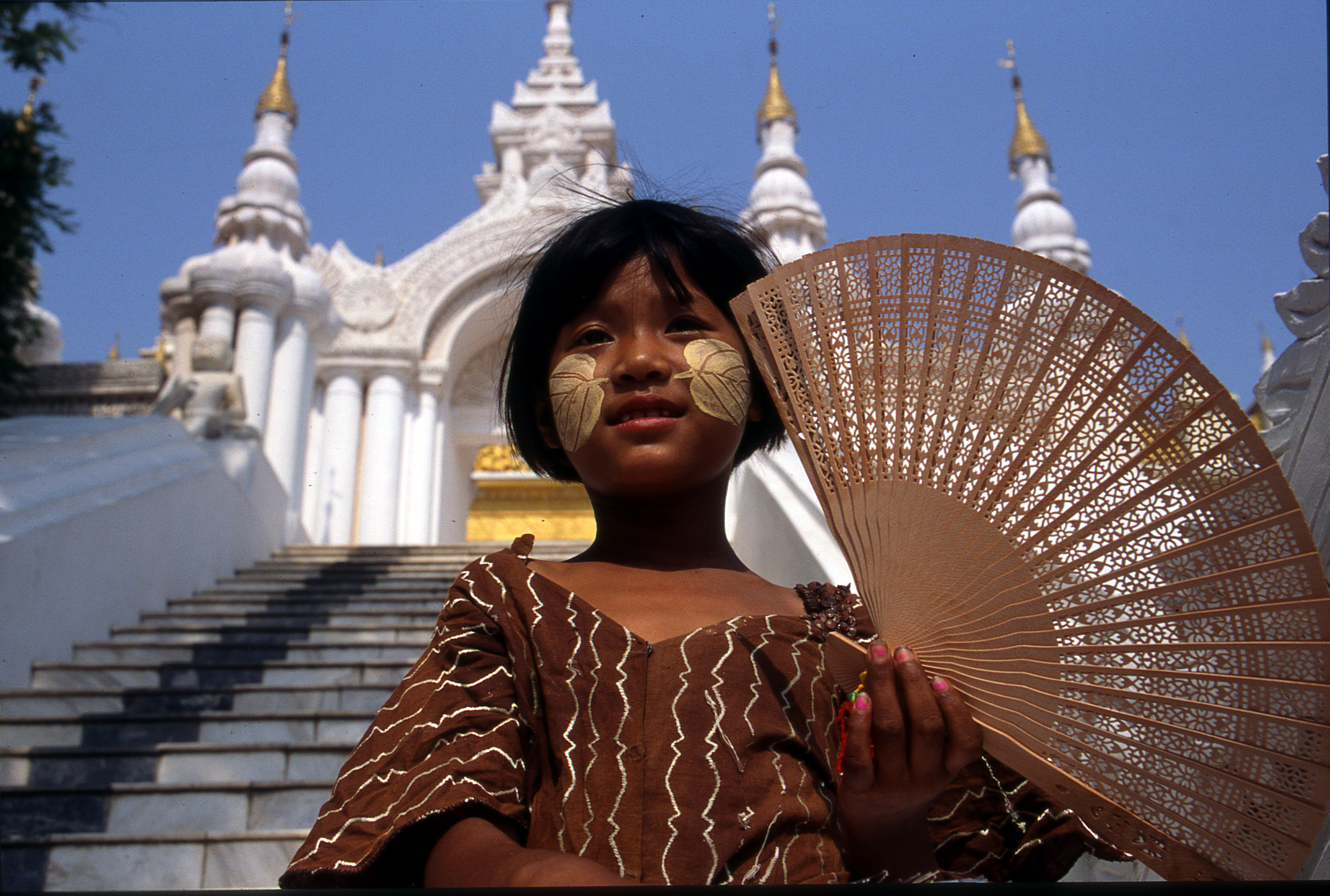
Fillette birmane, à Mandalay, Birmanie (2000)
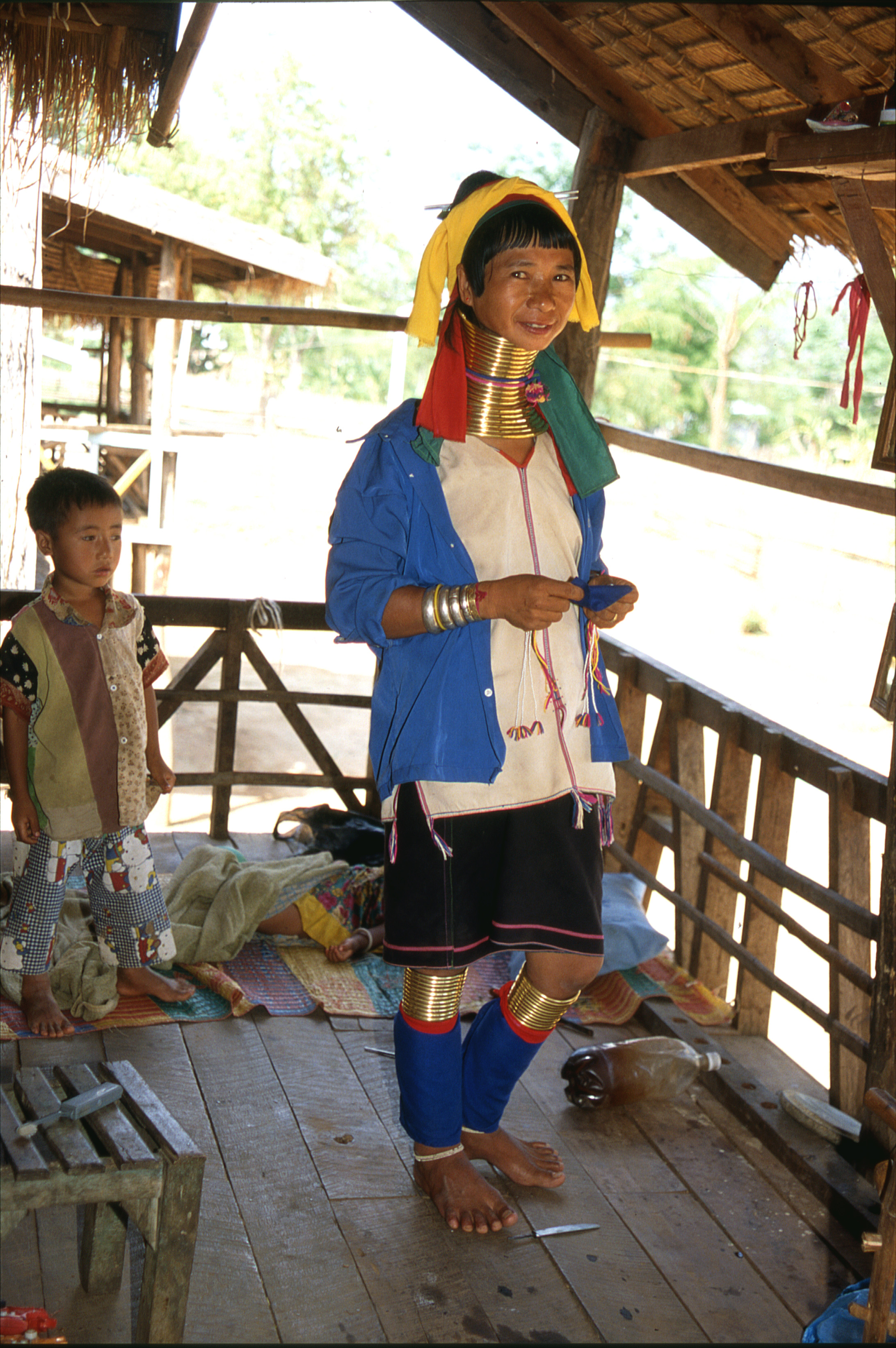
Femme de l'ethnie karen, centre-est de la Birmanie. Environ 10% des karens habitent aussi en Thaïlande (2000)
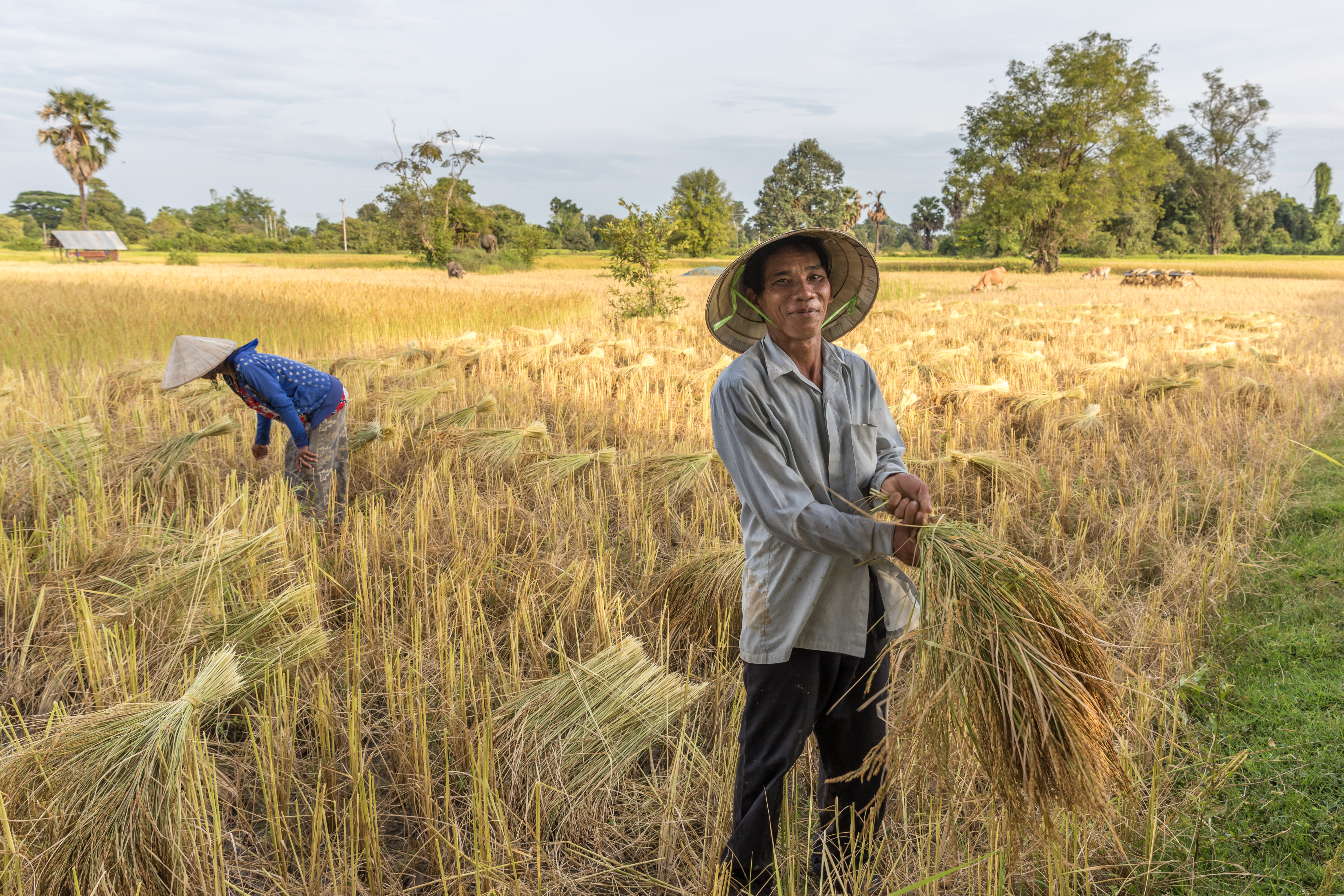
Paysans riziculteurs à Don Det, Laos (2017)
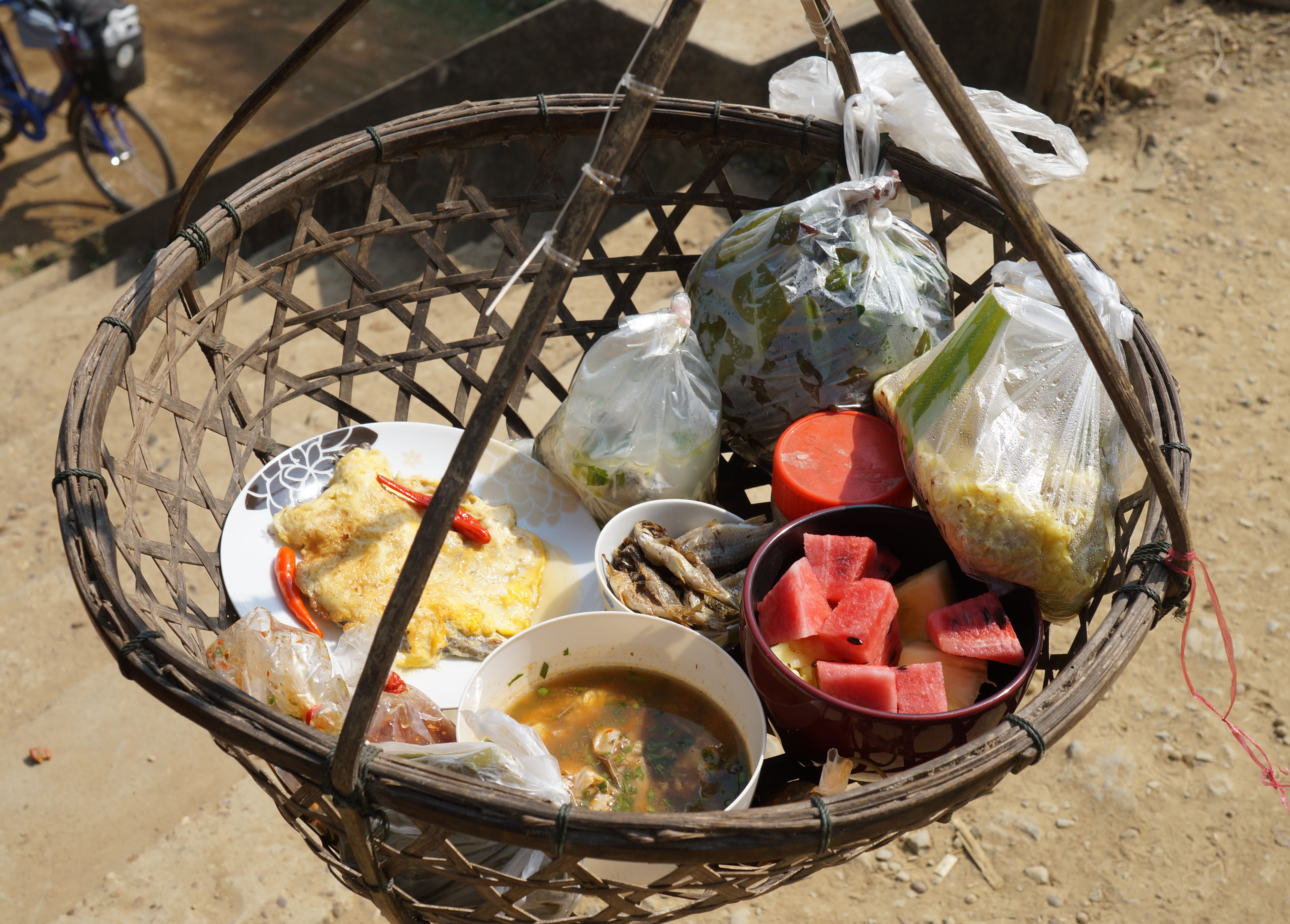
Repas du paysan à Done Khone, Laos
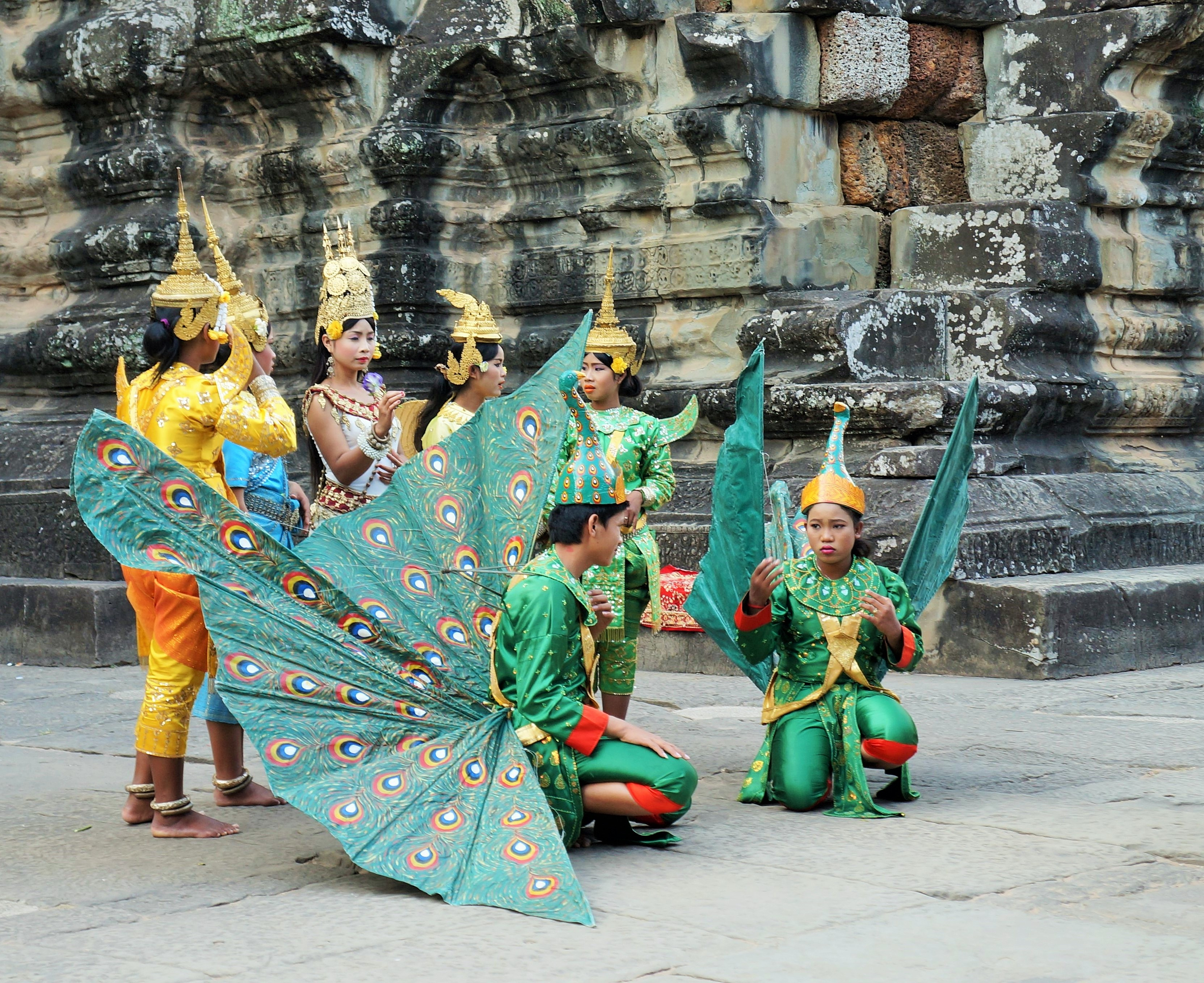
Danseurs au temple d'Angkor Wat, Cambodge (2014)
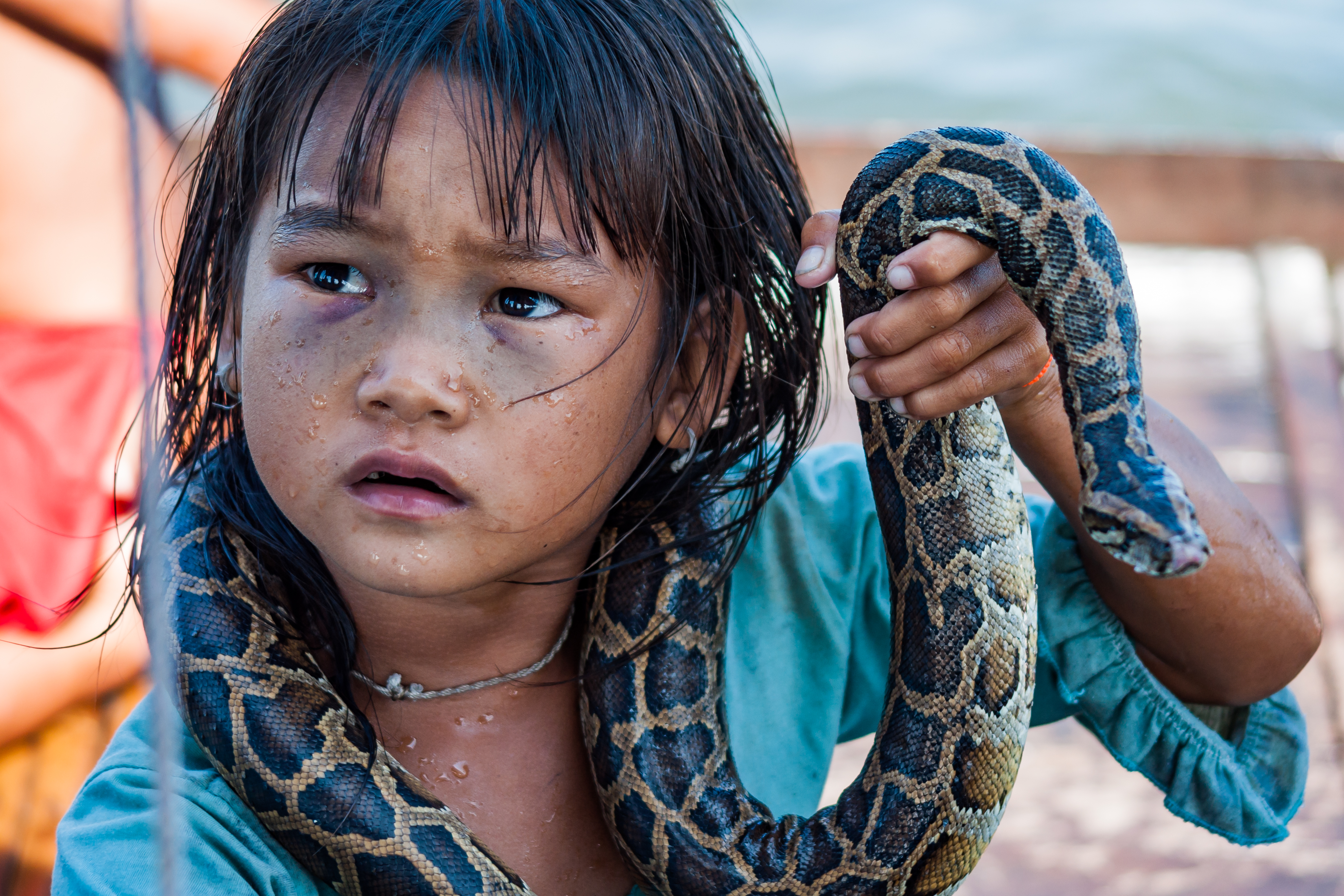
Jeune mendiante et son serpent, à Siem Reap, Cambodge (2015)
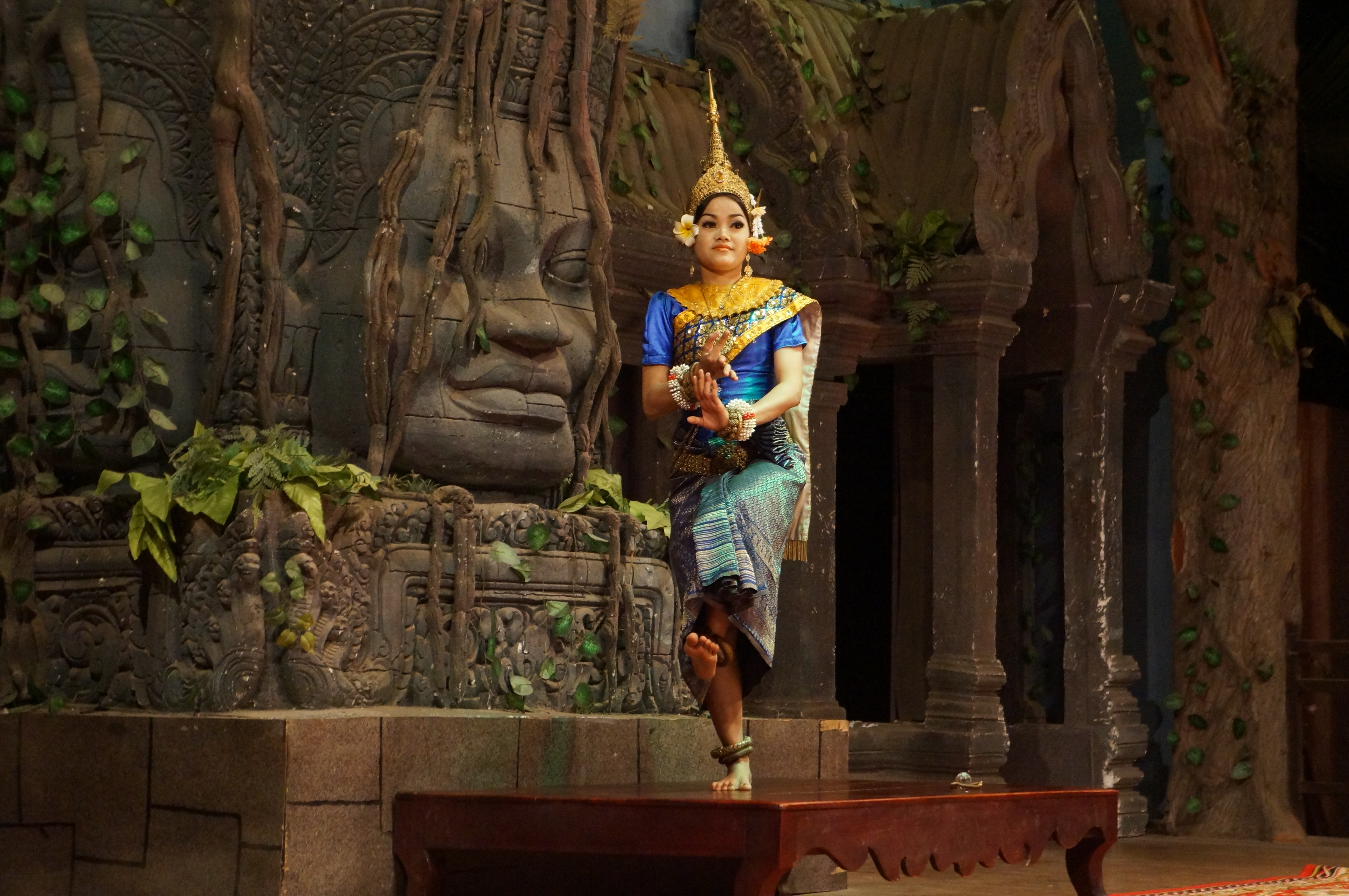
Danseuse khmer à Siem Reap, Cambodge (2014)
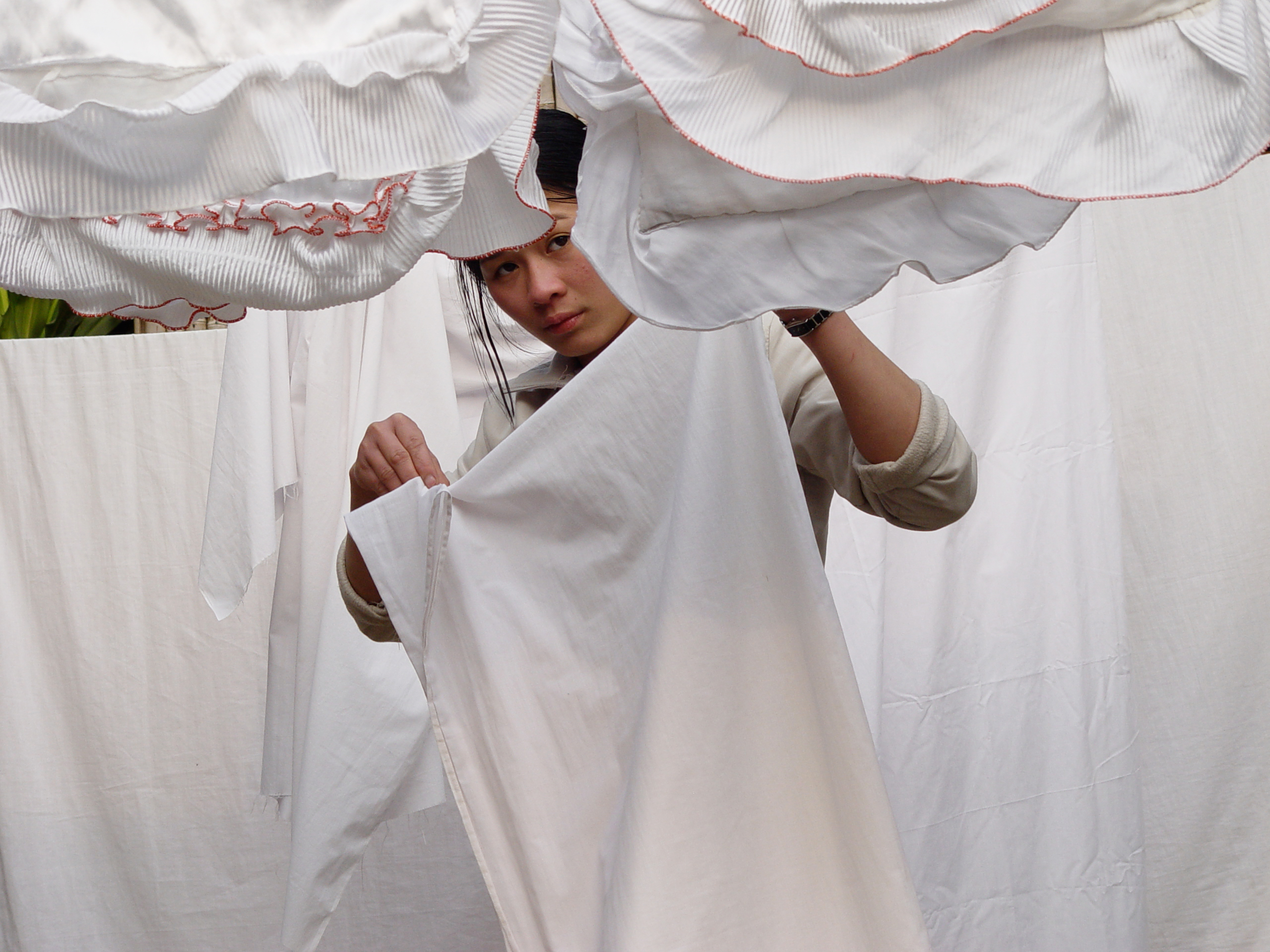
Lavandière à Mai-Chau, Viêt Nam (2005)
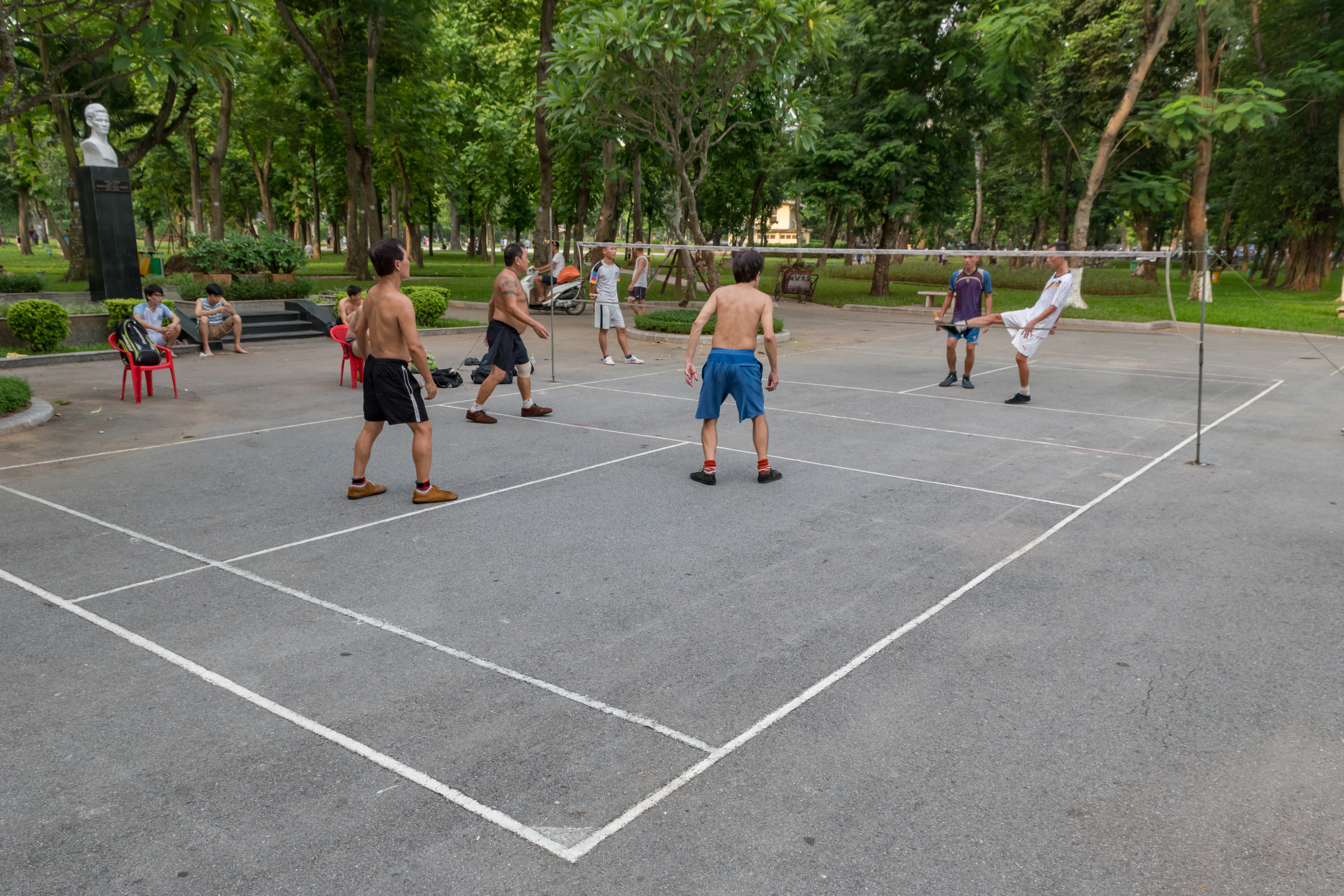
Jeu de ballon à Hanoï, Vietnam (2017)
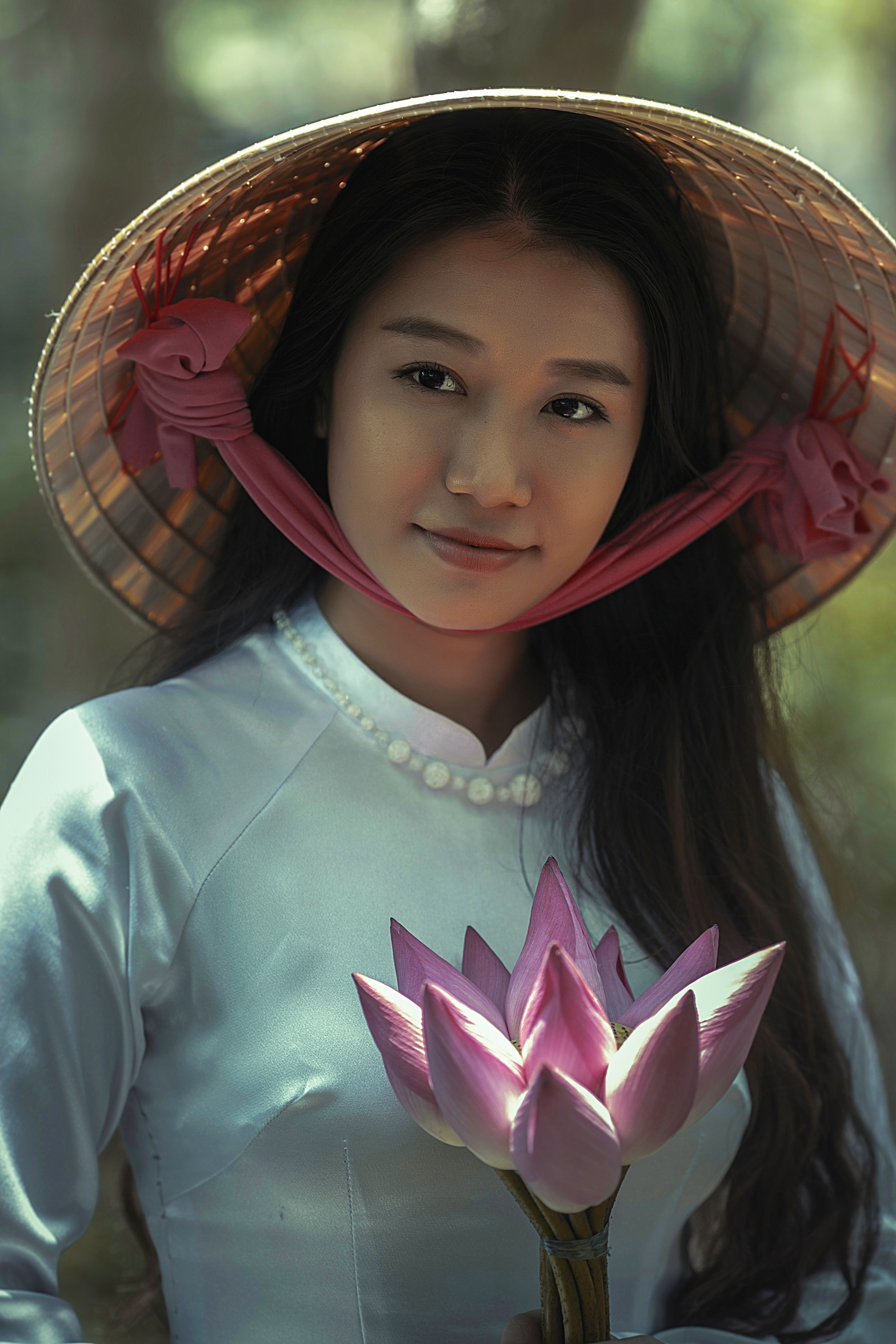
Jeune vietnamienne à Cần Thơ, dans le delta du Mékong, au sud du Vietnam (2018)

## Langues

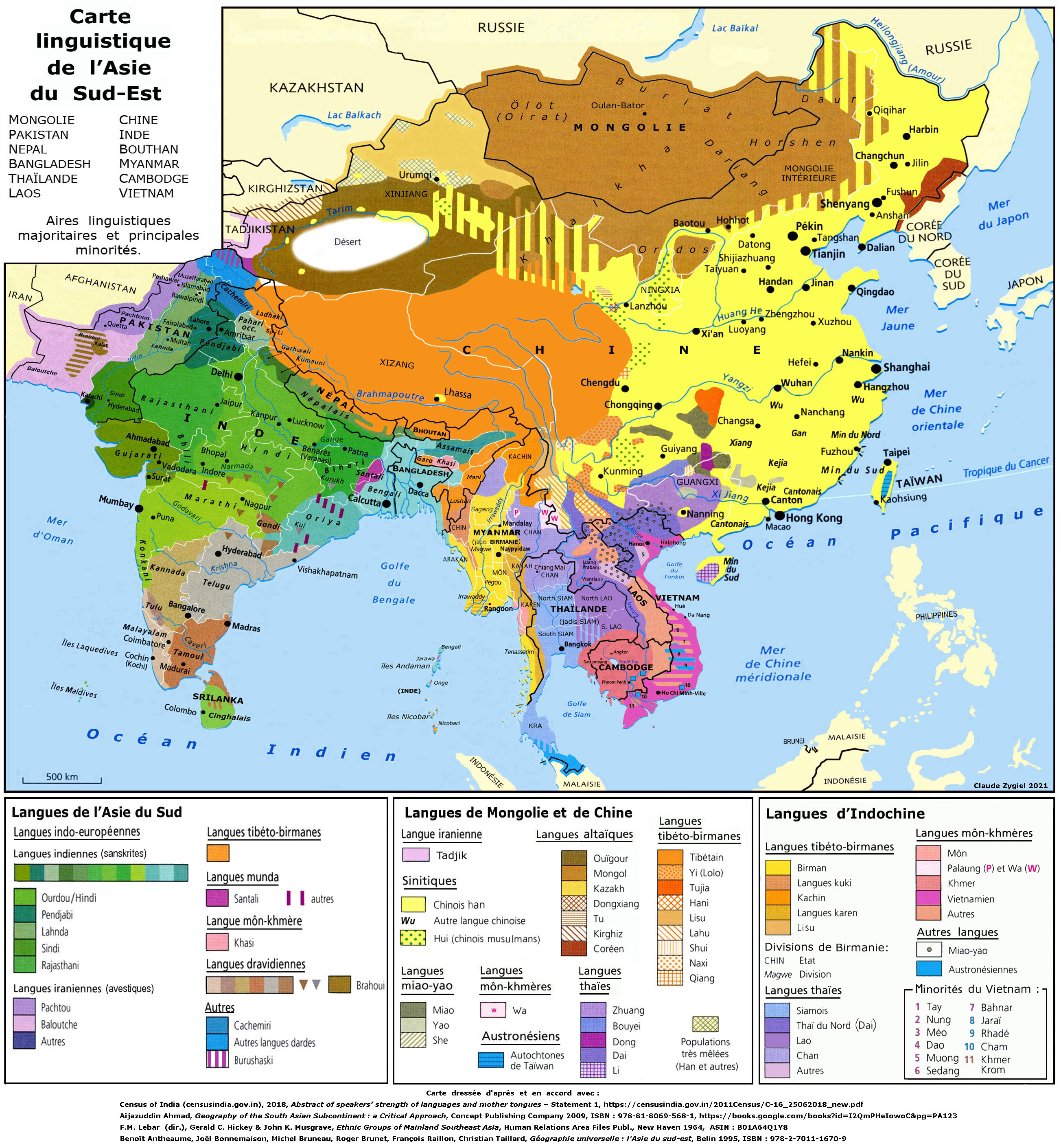
Carte linguistique de l'Indochine et des régions voisines (sous-continent indien, monde chinois).

On observe deux grands groupes linguistiques, morcelés en de nombreuses communautés transnationales dans la région indochinoise. Les indochinois eux-mêmes vivent donc souvent avec différentes langues ou dialectes maternels, en plus d'une langue nationale.
À l'ouest, les langues tibéto-birmanes prédominent depuis le moyen Âge; il s'agit du birman, des langues kuki, du kachin, des langues karen, du lisu, du tibétain, du yi, du tujia, du hani, du lisu, du lahu, du shui, du naxi et du qiang. On y voit aussi des poches de langues môn-khmères (palaung et wa : 'P' et 'W' sur la carte). Elles sont pour la plupart parlées dans les régions rurales, éloignées des mégalopoles. Les trois pays indochinois concernés sont la Birmanie, la Chine (Yunnan) et la Thaïlande.
Au centre, on retrouve les langues dites « thaïes » (le siamois, le dai, le lao, le chan, le zhuang, le bouyei, le dong, le li et d'autres groupes minoritaires).
À l'est existe les langues môn-khmères Tiếng Việt, khmer, môn, khasi, palaung, wa et autres minoritaires. Des poches sous-régionales de langues miao-yao (miao, yao et she) se trouvent aussi au nord du Vietnam, au Laos et au sud de l'état chinois du Yunnan. Des langues sinitiques font également partie de l'équation, avec le han (chinois) et le hui, notamment dans les villes.
Il existe en outre quelques poches de langues austronésiennes chamiques parlées dans le sud du Vietnam et au Cambodge, notamment par les Tchams.
Le français et l'anglais furent introduits dans la région au XVIIIe siècle, d'abord au travers de missions d'évangélisation, puis par les administrations coloniales britannique et française,.

## Diaspora
Une nombreuse diaspora indochinoise se trouve dispersée sur tous les continents, pour des raisons diverses et historiques (forcée ou refuge pour l'Europe de l'Ouest, économique ou politique concernant l'Amérique du Nord et l'Australie, proximité géographique ou politique pour la Chine, économique dans les pays du Golfe plus récemment etc.).
La galerie d'images ci-dessous présente quelques situations quotidiennes de la diaspora indochinoise à travers le monde:

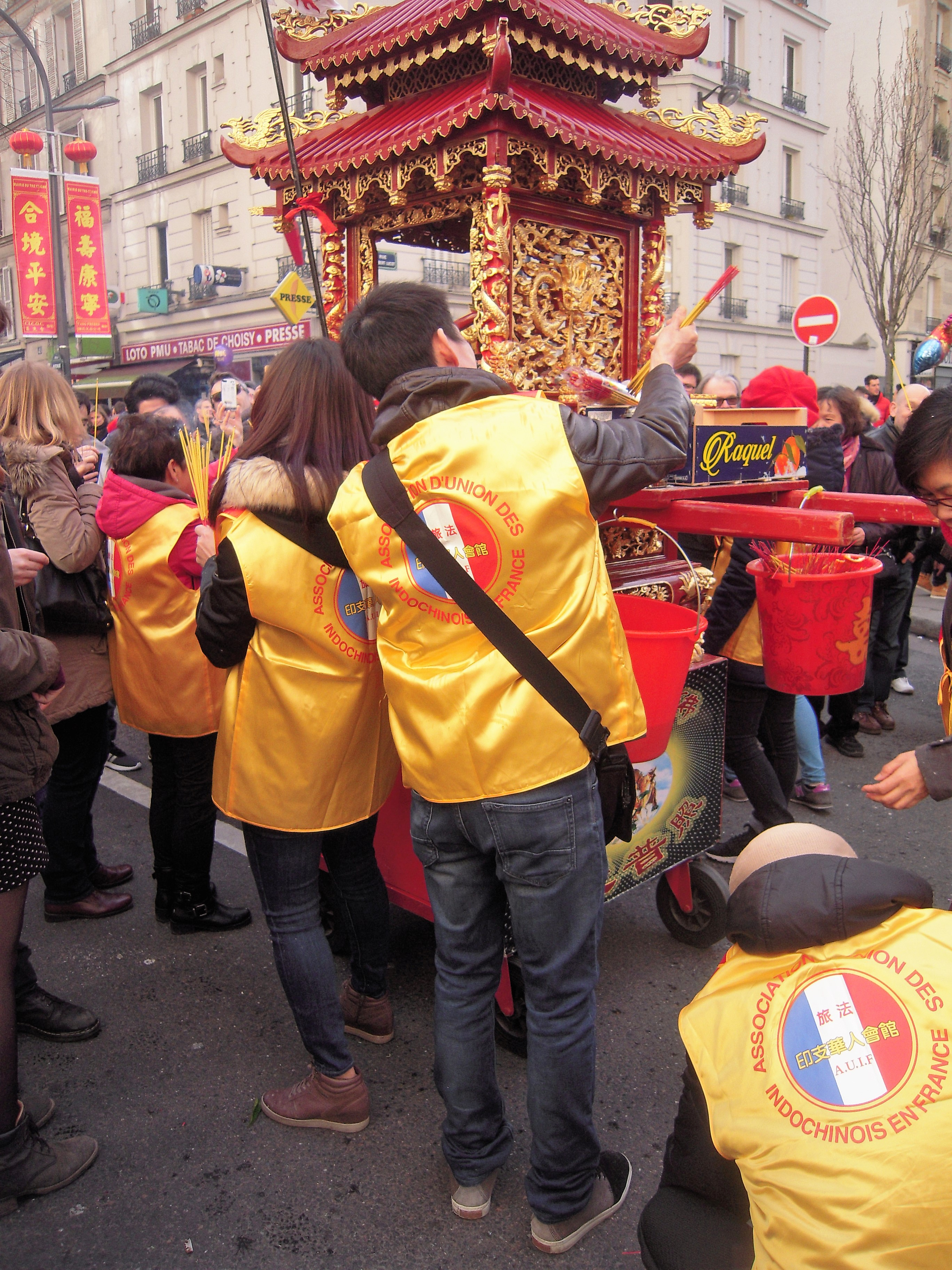
Membres de l'Association des indochinois de France, Paris, France (2017)
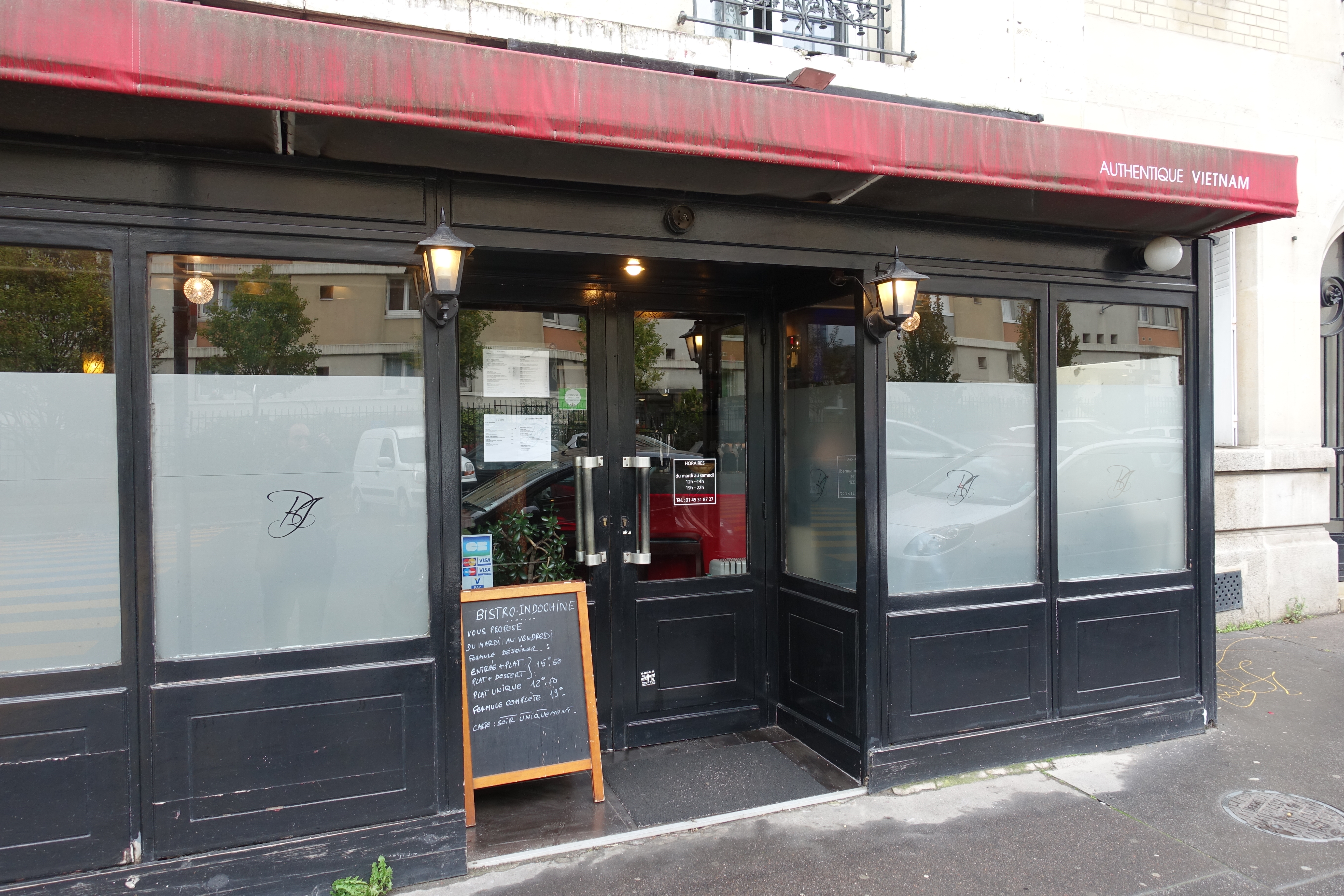
Bistro de cuisine indochinoise, à Paris (2016)
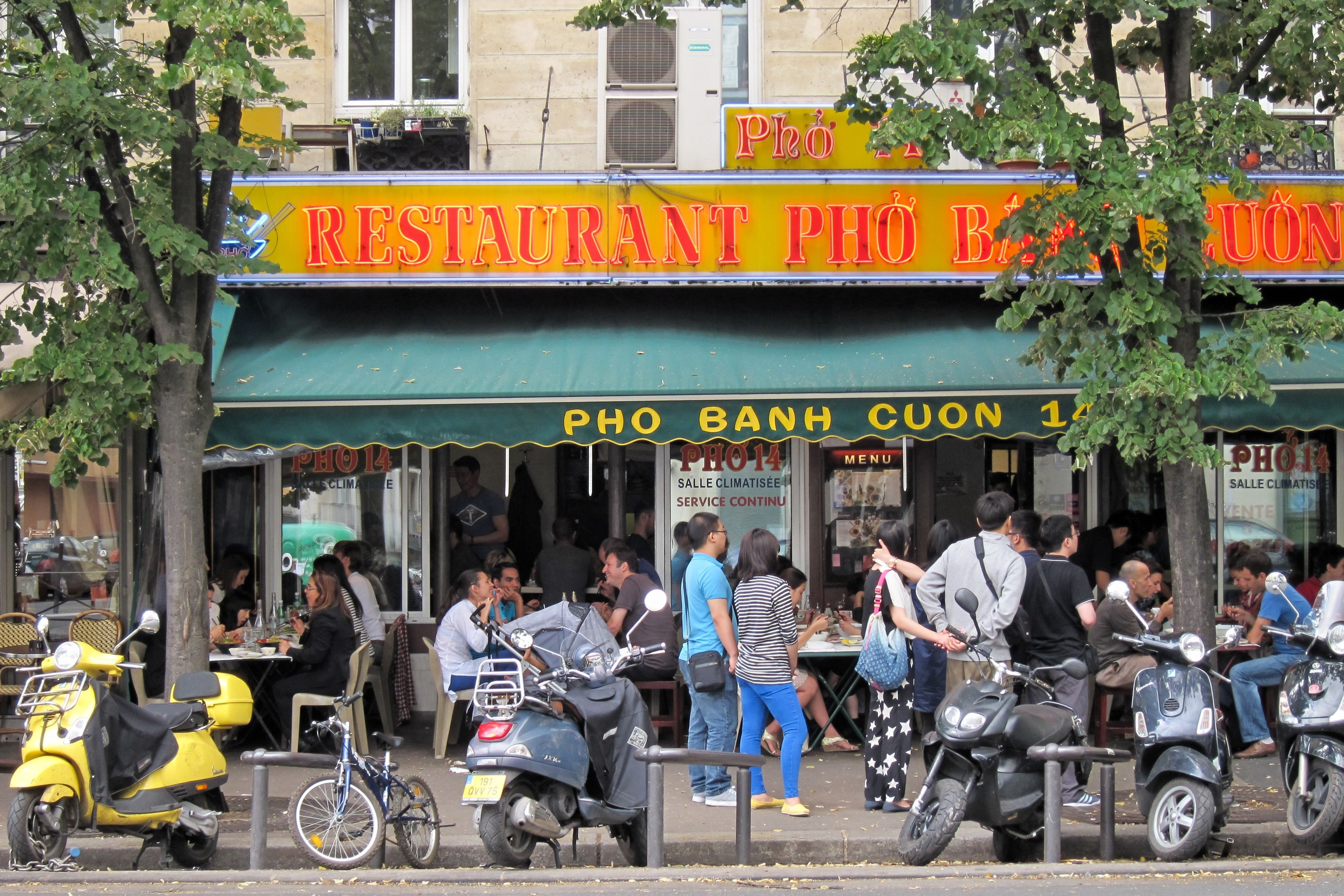
« Pho Banh Cuon » - Restaurant vietnamien à Paris (2012)
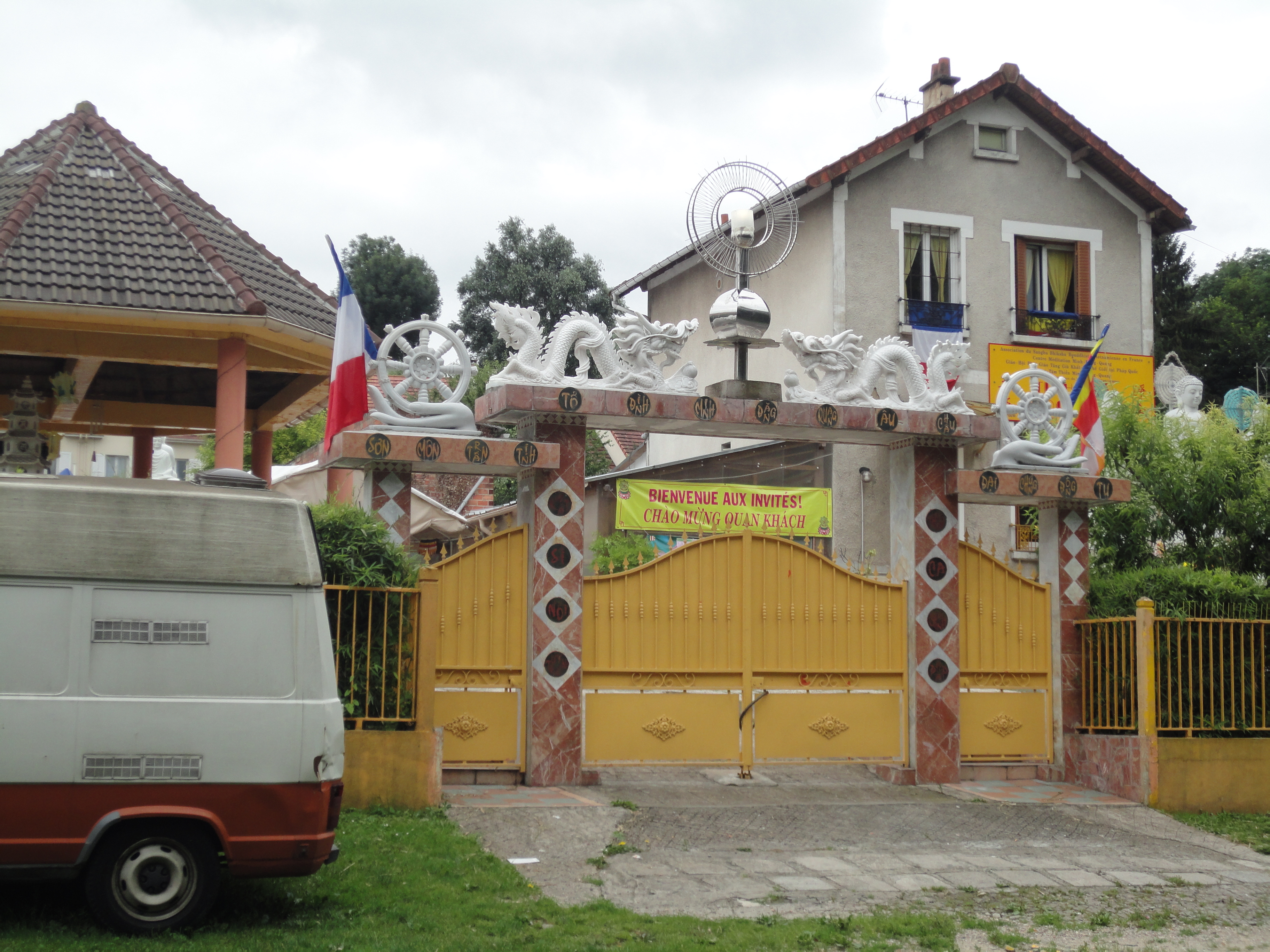
Centre de bouddhisme vietnamien à Torcy, France (2012)
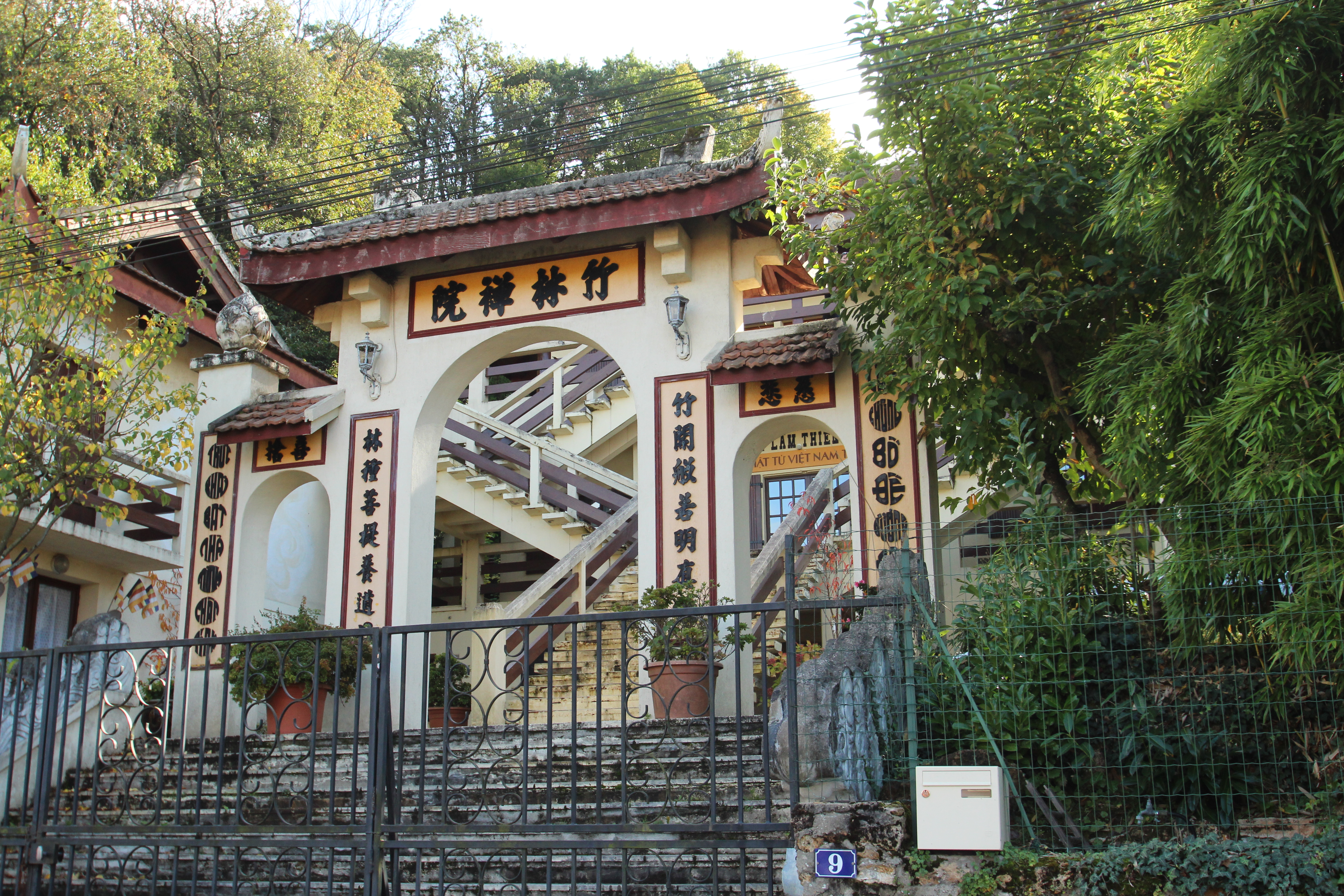
Institut bouddhique vietnamien Trúc Lâm à Villebon-sur-Yvette, France (2017)
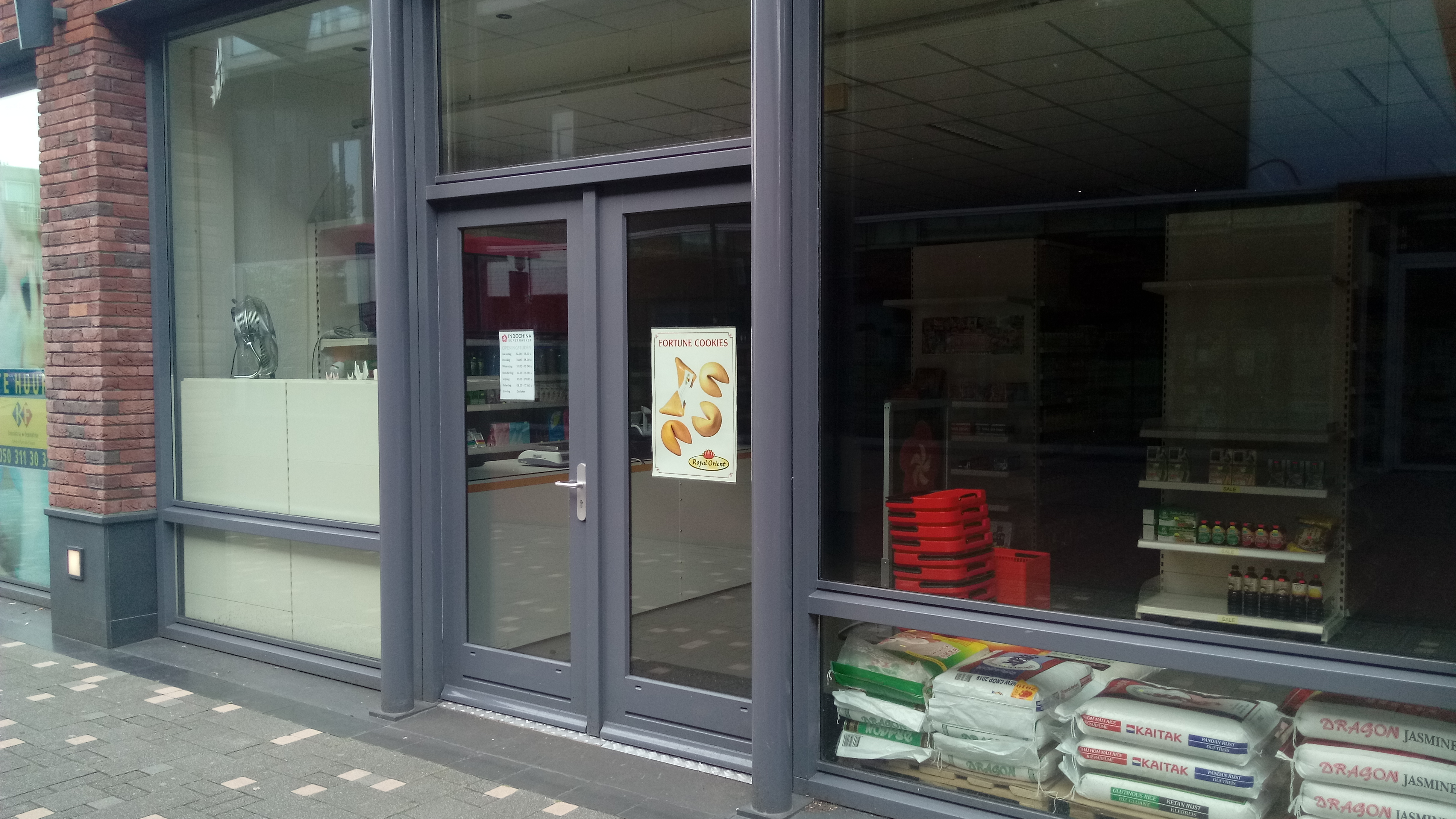
Supermarché indochinois à Assen, Pays-Bas (2019)
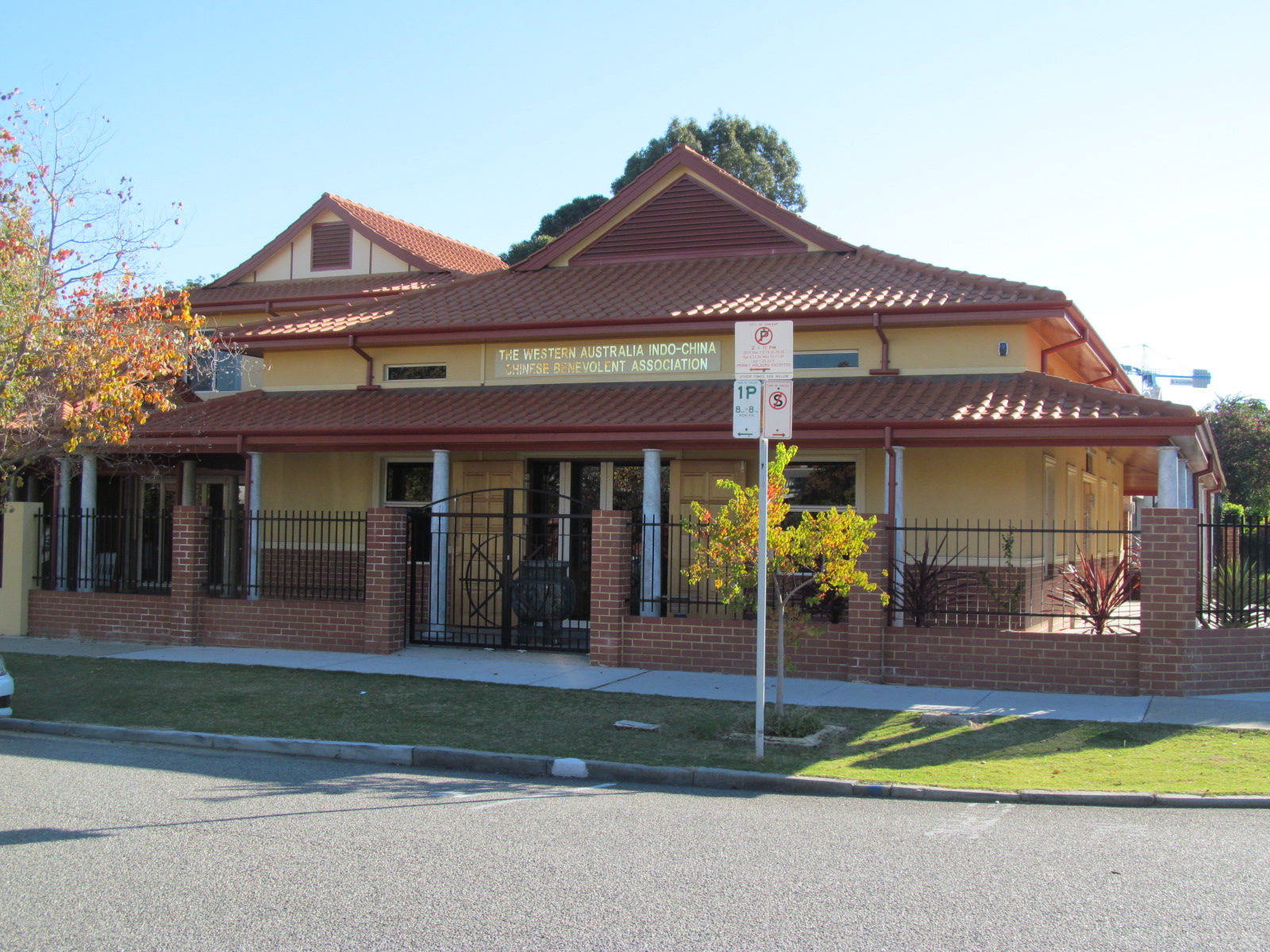
Highgate indochinese association, Highgate Hill, Brisbane, Australie (2014)

## Arts
L'art indochinois peut être vu comme un ensemble régional, historiquement inspiré des diverses cultures et civilisations sus-mentionnées.
Dans les arts, divers indochinois furent représentés, en tant que modèles, artistes, producteurs.

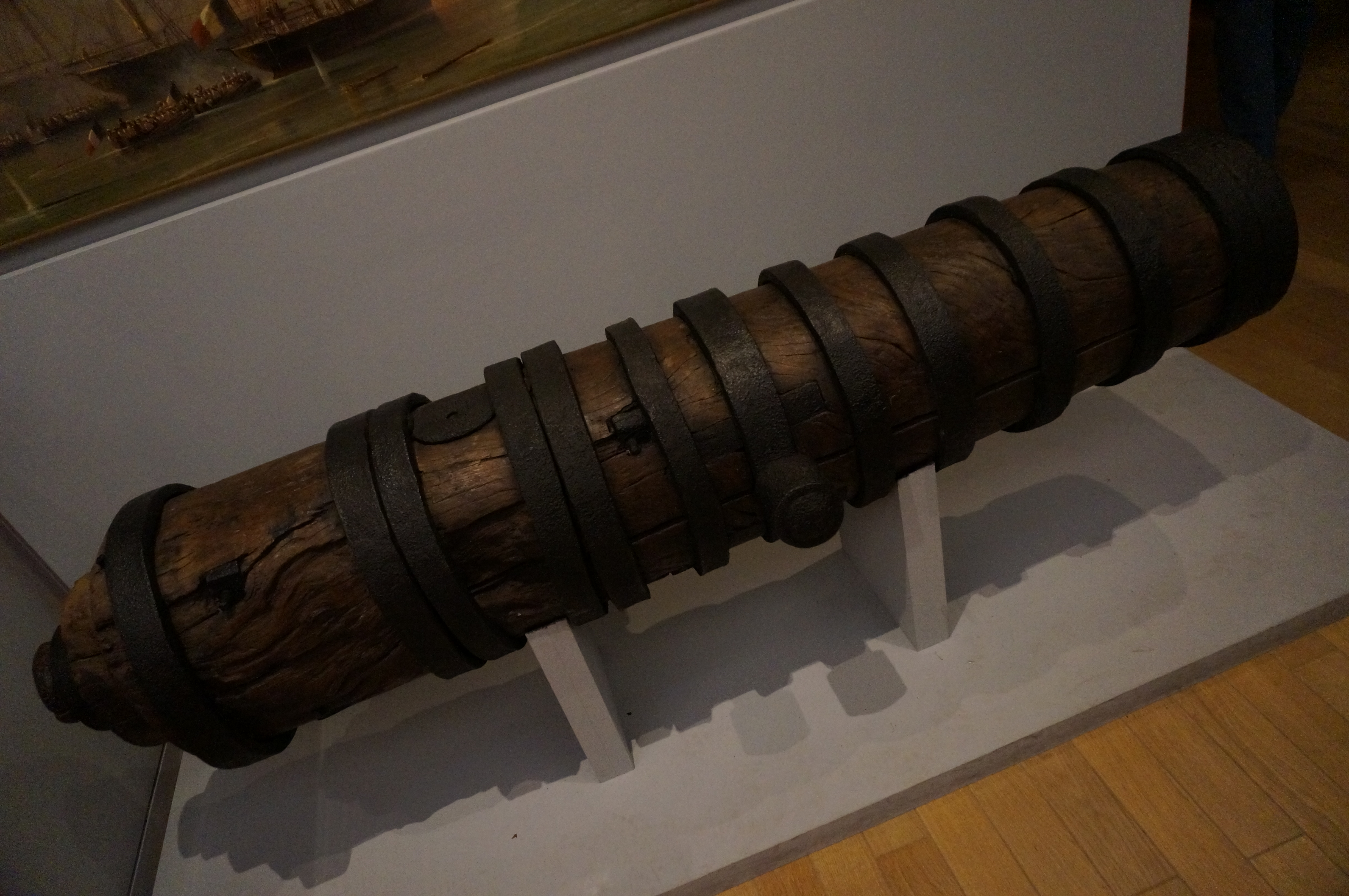
Canon indochinois en bois (XIXe siècle)
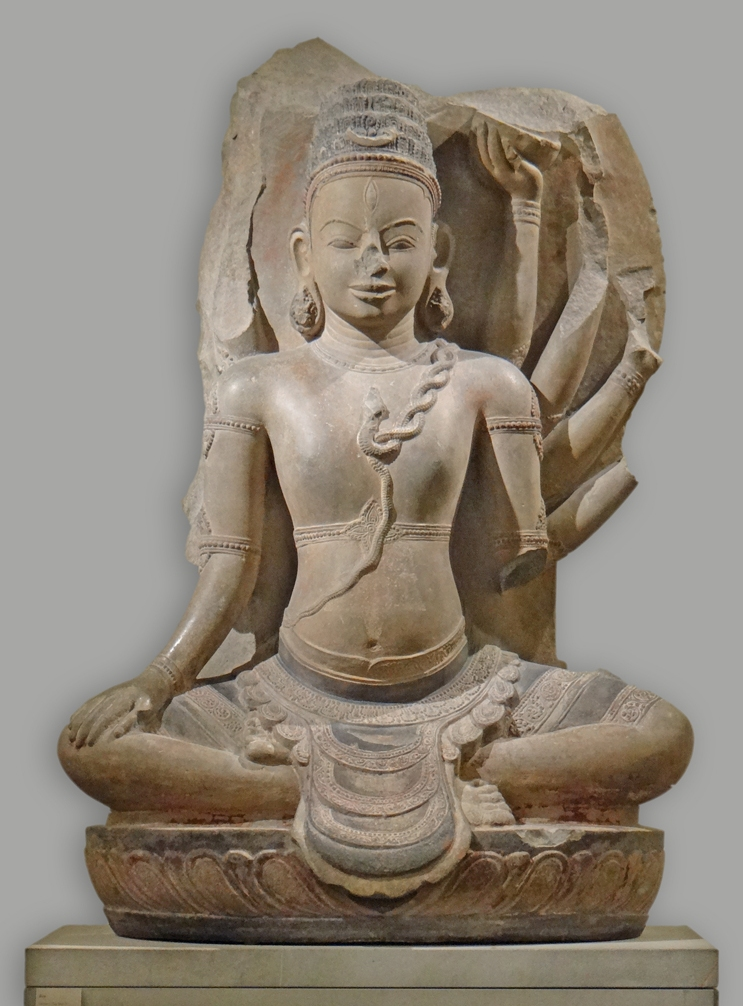
Shiva, art cham (musée national des arts asiatiques - Guimet, Paris)

### Documentation externe
- Maurice Rives, 1939-1954, les travailleurs indochinois en France (1994)
- Liêm-Khê Luguern, Camps de travailleurs coloniaux de la Seconde Guerre mondiale en France : Le cas des « camps de travailleurs indochinois » I&M - Bulletin no 49 (2016)
- Recherche Gallica